# Joseph Deloncle
Joseph Deloncle ou Jep Deloncle, né à Perpignan (Pyrénées-Orientales) le 12 mai 1913 et mort le 22 mai 1990 dans cette même ville, est un écrivain, pharmacien, historien, et conservateur français. Très actif dans le renouveau de la culture catalane, il restaure la Procession de la Sanch et co-fonde la Casa Pairal ou Musée catalan des arts et traditions populaires à Perpignan.

## Biographie
Né dans le quartier Saint-Jacques de Perpignan, Joseph Deloncle devient pharmacien, profession qu'il exerça de 1945 à 1973 (ou 1978 selon les sources), rue Llucia, dans son quartier de naissance.
Il est connu à cette époque comme "pharmacien des pauvres", consacrant son temps aux habitants du quartier Saint-Jacques, notamment aux gitans.
Parallèlement à cette activité, il s'intéresse à la culture catalane et aux traditions locales.
En 1950, il restaure la Procession de la Sanch à Perpignan. Il co-fonde la Casa Pairal ou Musée catalan des arts et traditions populaires, au Castillet dans cette même ville grâce aux collections qu'il a pu récolter avec sa femme, Jehanne. Le musée est inauguré en 1963 et Joseph Deloncle en sera le conservateur jusqu'en 1985.

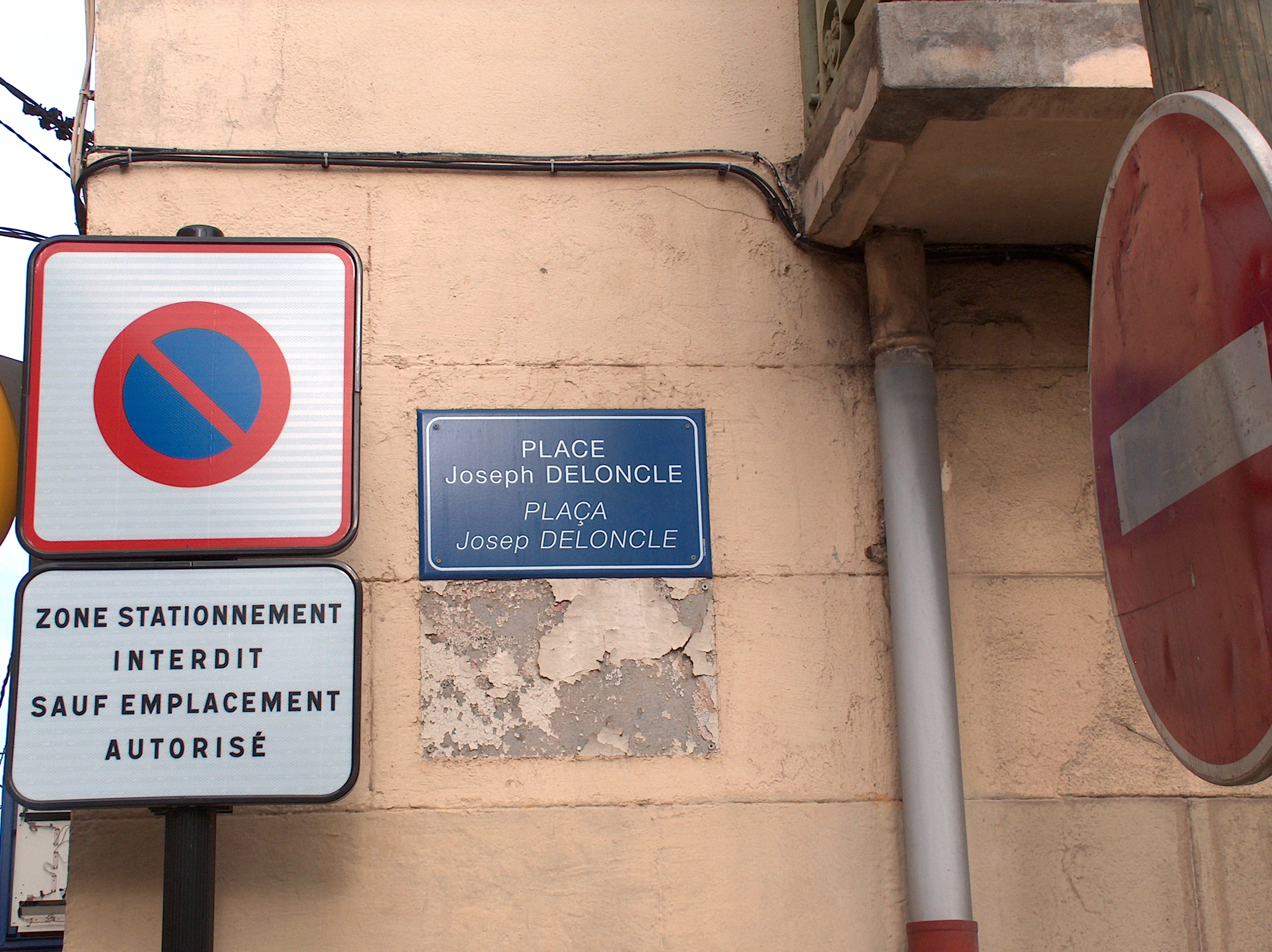
Plaque portant le nom de Joseph Deloncle, devant son ancienne pharmacie (aujourd'hui détruite).

Il est l'auteur d'un recueil de Goigs, de plusieurs publications historiques et ethnographiques consacrées au folklore local et à la culture catalane.
Sa femme, Jehanne Deloncle (née Béziat), professeur de philosophie, fut entre 1955 et 1995, l’une des femmes les plus investies dans le paysage culturel de la ville de Perpignan, fondatrice notamment des Jeunes Littéraires de France dans le département. Son fils, Jacques Deloncle, fut conservateur du Musée du Castillet, à la suite de son père.

## Œuvres
- (ca) Goigs del Rosselló, Perpignan, Imprimerie du Midi, 1952, 300 p..

- (ca) La Casa Pairal : museu catalan des arts et traditions populaires : el Castellet, Perpinyà, Perpignan, Imprempta del Canigo, 197.?, 95 p..

- (ca) Les arrels catalanes del Rosselló, Barcelona, R. Dalmau, 1975, 54 p..